# Collegio elettorale di San Benedetto del Tronto (Camera dei deputati)
Il collegio di San Benedetto del Tronto fu un collegio elettorale uninominale della Repubblica Italiana per l'elezione della Camera dei deputati. Apparteneva alla circoscrizione Marche e fu utilizzato per eleggere un deputato nella XII, XIII e XIV legislatura.
Venne istituito nel 1993 con la cosiddetta Legge Mattarella (Legge n. 277, Nuove norme per l'elezione della Camera dei deputati), attuata in seguito al referendum abrogativo del 1993. La legge istituì per la Camera dei deputati e per il Senato della Repubblica un sistema di elezione misto, in parte maggioritario e in parte proporzionale. Il 75% dei parlamentari dell'assemblea veniva eletto in collegi uninominali tramite sistema maggioritario a turno unico; il restante 25% alla Camera veniva eletto tramite sistema proporzionale con liste bloccate.
Il collegio venne abolito insieme a tutti gli altri che costituivano la Camera con la promulgazione della legge elettorale successiva, la cosiddetta Legge Calderoli. Questa prevedeva un sistema proporzionale con premio di maggioranza, che alla Camera veniva attribuito a livello nazionale.

## Territorio
Il collegio di San Benedetto del Tronto era uno dei 12 collegi uninominali in cui erano suddivise le Marche e, come previsto dal D.Lgs. del 20 dicembre 1993 n. 536, era interamente compreso nella provincia di Ascoli Piceno e comprendeva i seguenti comuni: Acquaviva Picena, Altidona, Belmonte Piceno, Campofilone, Carassai, Cossignano, Cupra Marittima, Grottammare, Grottazzolina, Lapedona, Magliano di Tenna, Massignano, Monsampietro Morico, Monsampolo del Tronto, Montalto delle Marche, Monte Giberto, Monte Rinaldo, Monte Vidon Combatte, Montedinove, Montefiore dell'Aso, Monteleone di Fermo, Montelparo, Monteprandone, Monterubbiano, Montottone, Moresco, Ortezzano, Pedaso, Petritoli, Ponzano di Fermo, Ripatransone e San Benedetto del Tronto.

## Eletti
| Elezione | Elezione                | Deputato             | Partito                  |
| -------- | ----------------------- | -------------------- | ------------------------ |
|          | 1994                    | Italo Cocci          | Progressisti (PRC)       |
|          | 1996                    | Gianluigi Scaltritti | Polo per le Libertà (FI) |
| 2001     | Casa delle Libertà (FI) | Gianluigi Scaltritti |                          |

## Dati elettorali

### XII legislatura

#### Risultati proporzionale
| Coalizioni        | Coalizioni         | Liste                                 | Liste                              | Voti   | %     |
| ----------------- | ------------------ | ------------------------------------- | ---------------------------------- | ------ | ----- |
|                   | Progressisti       |                                       | Partito Democratico della Sinistra | 20.556 | 25,67 |
|                   | Progressisti       | Rifondazione Comunista                | 8.091                              | 10,11  |       |
|                   | Progressisti       | Federazione dei Verdi                 | 2.508                              | 3,13   |       |
|                   | Progressisti       | Alleanza Democratica                  | 1.380                              | 1,72   |       |
|                   | Progressisti       | Partito Socialista Italiano           | 1.333                              | 1,66   |       |
|                   | Progressisti       | Movimento per la Democrazia - La Rete | 1.187                              | 1,48   |       |
| Totale coalizione | Totale coalizione  | 35.055                                | 43,77                              |        |       |
|                   | Forza Italia       | Forza Italia                          | Forza Italia                       | 17.657 | 22,05 |
|                   | Alleanza Nazionale | Alleanza Nazionale                    | Alleanza Nazionale                 | 15.079 | 18,83 |
|                   | Patto per l'Italia |                                       | Partito Popolare Italiano          | 12.273 | 15,33 |
| Totale            | Totale             | Totale                                | Totale                             | 80.064 |       |

#### Risultati uninominale
|                               | Italo Cocci ✔️ Eletto | Progressisti       | 30 377 | 38,59 |  |  |  |  |  |
|                               | Giancarlo Olivieri    | Forza Italia       | 18 015 | 22,89 |  |  |  |  |  |
|                               | Enrico Paracciani     | Alleanza Nazionale | 16 500 | 20,96 |  |  |  |  |  |
|                               | Franco Paoletti       | Patto per l'Italia | 13 825 | 17,56 |  |  |  |  |  |
| Totale                        | Totale                | Totale             | 78 717 | 100   |  |  |  |  |  |
|                               |                       |                    |        |       |  |  |  |  |  |
| Fonte: Ministero dell'interno |                       |                    |        |       |  |  |  |  |  |

### XIII legislatura

#### Risultati proporzionale
| Coalizioni        | Coalizioni                         | Liste                                     | Liste                              | Voti   | %     |
| ----------------- | ---------------------------------- | ----------------------------------------- | ---------------------------------- | ------ | ----- |
|                   | Polo per le Libertà                |                                           | Forza Italia                       | 16.500 | 20,88 |
|                   | Polo per le Libertà                | Alleanza Nazionale                        | 14.882                             | 18,83  |       |
|                   | Polo per le Libertà                | CCD-CDU                                   | 5.121                              | 6,48   |       |
| Totale coalizione | Totale coalizione                  | 36.503                                    | 46,19                              |        |       |
|                   | L'Ulivo                            |                                           | Partito Democratico della Sinistra | 19.978 | 25,28 |
|                   | L'Ulivo                            | Popolari per Prodi (PPI-SVP-PRI-UD-Prodi) | 3.971                              | 5,02   |       |
|                   | L'Ulivo                            | Rinnovamento Italiano                     | 3.589                              | 4,54   |       |
|                   | L'Ulivo                            | Federazione dei Verdi                     | 1.885                              | 2,39   |       |
| Totale coalizione | Totale coalizione                  | 29.423                                    | 37,23                              |        |       |
|                   | Progressisti                       |                                           | Rifondazione Comunista             | 9.231  | 11,68 |
|                   | Lista Pannella - Sgarbi            | Lista Pannella - Sgarbi                   | Lista Pannella - Sgarbi            | 1.539  | 1,95  |
|                   | Movimento Sociale Fiamma Tricolore | Movimento Sociale Fiamma Tricolore        | Movimento Sociale Fiamma Tricolore | 1.359  | 1,72  |
|                   | Lega Nord                          | Lega Nord                                 | Lega Nord                          | 808    | 1,02  |
|                   | Per le Marche                      | Per le Marche                             | Per le Marche                      | 164    | 0,21  |
| Totale            | Totale                             | Totale                                    | Totale                             | 79.027 |       |

#### Risultati uninominale
|                               | Gianluigi Scaltritti ✔️ Eletto | Polo per le Libertà | 36 703 | 48,55 |  |  |  |  |  |
|                               | Italo Cocci                    | Progressisti        | 33 824 | 44,75 |  |  |  |  |  |
|                               | Vinicio Leoni                  | Fiamma Tricolore    | 5 065  | 6,70  |  |  |  |  |  |
| Totale                        | Totale                         | Totale              | 75 592 | 100   |  |  |  |  |  |
|                               |                                |                     |        |       |  |  |  |  |  |
| Fonte: Ministero dell'interno |                                |                     |        |       |  |  |  |  |  |

### XIV legislatura

#### Risultati proporzionale
| Coalizioni        | Coalizioni              | Liste                                 | Liste                   | Voti   | %     |
| ----------------- | ----------------------- | ------------------------------------- | ----------------------- | ------ | ----- |
|                   | Casa delle Libertà      |                                       | Forza Italia            | 24.135 | 30,46 |
|                   | Casa delle Libertà      | Alleanza Nazionale                    | 12.250                  | 15,46  |       |
|                   | Casa delle Libertà      | CCD-CDU                               | 2.707                   | 3,42   |       |
|                   | Casa delle Libertà      | Nuovo PSI                             | 803                     | 1,01   |       |
| Totale coalizione | Totale coalizione       | 39.895                                | 50,35                   |        |       |
|                   | L'Ulivo                 |                                       | Democratici di Sinistra | 14.129 | 17,83 |
|                   | L'Ulivo                 | La Margherita (Dem - PPI - RI- UDEUR) | 11.356                  | 14,33  |       |
|                   | L'Ulivo                 | Comunisti Italiani                    | 1.309                   | 1,65   |       |
|                   | L'Ulivo                 | Il Girasole (FdV - SDI)               | 1.135                   | 1,43   |       |
| Totale coalizione | Totale coalizione       | 27.929                                | 35,24                   |        |       |
|                   | Rifondazione Comunista  | Rifondazione Comunista                | Rifondazione Comunista  | 4.824  | 6,09  |
|                   | Lista Di Pietro         | Lista Di Pietro                       | Lista Di Pietro         | 3.584  | 4,52  |
|                   | Lista Pannella - Bonino | Lista Pannella - Bonino               | Lista Pannella - Bonino | 1.434  | 1,81  |
|                   | Democrazia Europea      | Democrazia Europea                    | Democrazia Europea      | 1.016  | 1,28  |
|                   | Repubblicani Europei    | Repubblicani Europei                  | Repubblicani Europei    | 409    | 0,52  |
|                   | Paese Nuovo             | Paese Nuovo                           | Paese Nuovo             | 95     | 0,12  |
|                   | Abolizione scorporo     | Abolizione scorporo                   | Abolizione scorporo     | 49     | 0,06  |
| Totale            | Totale                  | Totale                                | Totale                  | 79.235 |       |

#### Risultati uninominale
|                               | Gianluigi Scaltritti ✔️ Eletto | Casa delle Libertà | 36 760 | 45,98 |  |  |  |  |  |
|                               | Paolo Perazzoli                | L'Ulivo            | 35 963 | 44,98 |  |  |  |  |  |
|                               | Luigino Baiocco                | Lista Di Pietro    | 3 531  | 4,42  |  |  |  |  |  |
|                               | Traiano Ruffo Campanelli       | Democrazia Europea | 2 115  | 2,65  |  |  |  |  |  |
|                               | Paolo Enrico Svampa            | Lista Emma Bonino  | 1 587  | 1,98  |  |  |  |  |  |
| Totale                        | Totale                         | Totale             | 79 956 | 100   |  |  |  |  |  |
|                               |                                |                    |        |       |  |  |  |  |  |
| Fonte: Ministero dell'interno |                                |                    |        |       |  |  |  |  |  |